# KBS 걸작 다큐멘터리
KBS 걸작 다큐멘터리는 매주 일요일 새벽 12시 25분에 KBS 1TV에서 방송되는 다큐멘터리 텔레비전 프로그램이다.

## 특징
KBS에서 방송된 다큐멘터리 텔레비전 프로그램을 재방송한다.

## 방송 시간
방송 시간은 화요일 방송을 기준으로 한다.
| 방송 채널 | 방송 기간 | 방송 시간                                | 방송 분량 |
| --------- | --- | ---------------------------------------- | --------- |
| KBS 1TV   | 2012년 10월 23일 ~ 2013년 4월 5일 | 매주 화 ~ 금 새벽 1:30 ~ 2:30            | 50분      |
| KBS 1TV   | 2013년 4월 10일 ~ 2013년 4월 19일 | 매주 수 ~ 금 새벽 1:10 ~ 2:00            | 50분      |
| KBS 1TV   | 2013년 4월 22일 ~ 2013년 9월 13일 | 매주 수 ~ 금 새벽 1:10 ~ 2:10            | 60분      |
| KBS 1TV   | 2013년 9월 27일 ~ 2013년 10월 18일 | 매주 금요일 새벽 1:10 ~ 2:00             | 50분      |
| KBS 1TV   | 2013년 10월 24일 ~ 2013년 11월 14일 | 매주 목요일 새벽 1:10 ~ 2:00             | 50분      |
| KBS 1TV   | 2013년 11월 21일 ~ 2013년 11월 23일,12월 5일 ~ 12월 7일,12월 19일 ~ 12월 21일 | 매주 목요일 새벽 1:10 ~ 2:00             | 50분      |
| KBS 1TV   | 2013년 11월 21일 ~ 2013년 11월 23일,12월 5일 ~ 12월 7일,12월 19일 ~ 12월 21일 | 매주 토요일 새벽 2:40 ~ 3:40             | 60분      |
| KBS 1TV   | 2013년 11월 28일 ~ 2013년 11월 30일 | 매주 목요일 새벽 1:10 ~ 2:00             | 50분      |
| KBS 1TV   | 2013년 11월 28일 ~ 2013년 11월 30일 | 매주 토요일 새벽 3:00 ~ 3:50             | 50분      |
| KBS 1TV   | 2013년 12월 5일 ~ 2013년 12월 7일 | 매주 목요일 새벽 1:10 ~ 2:10             | 60분      |
| KBS 1TV   | 2013년 12월 5일 ~ 2013년 12월 7일 | 매주 토요일 새벽 4:00 ~ 4:50             | 50분      |
| KBS 1TV   | 2013년 12월 12일 ~ 2013년 12월 14일 | 매주 목요일 새벽 1:10 ~ 2:00             | 50분      |
| KBS 1TV   | 2013년 12월 12일 ~ 2013년 12월 14일 | 매주 토요일 새벽 4:00 ~ 4:50             | 50분      |
| KBS 1TV   | 2013년 12월 28일 ~ 2014년 1월 4일 | 매주 토요일 새벽 2:50 ~ 3:50             | 60분      |
| KBS 1TV   | 2014년 3월 1일 | 매주 토요일 새벽 4:00 ~ 4:50             | 50분      |
| KBS 1TV   | 2014년 3월 8일 ~ 2014년 3월 15일 | 매주 토요일 새벽 3:50 ~ 4:50             | 60분      |
| KBS 1TV   | 2014년 7월 6일 ~ 2015년 7월 26일 | 매주 일요일 오전 5:10 ~ 6:00             | 50분      |
| KBS 1TV   | 2015년 7월 27일 ~ 2016년 1월 18일 | 매주 월요일 오전 5:10 ~ 6:00             | 50분      |
| KBS 1TV   | 2016년 1월 26일 ~ 2016년 4월 19일 | 매주 화요일 새벽 1:10 ~ 2:00             | 50분      |
| KBS 1TV   | 2016년 5월 1일 ~ 2017년 5월 28일 | 매주 일요일 밤 11:10 ~ 12:00             | 50분      |
| KBS 1TV   | 2017년 6월 3일 ~ 2017년 9월 2일 | 매주 토요일 새벽 1:30 ~ 2:20             | 50분      |
| KBS 1TV   | 2017년 9월 9일 | 매주 토요일 새벽 12:50 ~ 1:40            | 50분      |
| KBS 1TV   | 2017년 9월 16일 ~ 2017년 9월 18일 | 매주 토요일 새벽 12:55 ~ 1:45            | 50분      |
| KBS 1TV   | 2017년 9월 16일 ~ 2017년 9월 18일 | 매주 일요일 저녁 7:10 ~ 8:00             | 50분      |
| KBS 1TV   | 2017년 9월 16일 ~ 2017년 9월 18일 | 매주 월요일 밤 12:05 ~ 12:55             | 50분      |
| KBS 1TV   | 2017년 9월 23일 ~ 2017년 9월 24일 | 매주 토요일 새벽 1:00 ~ 1:50             | 50분      |
| KBS 1TV   | 2017년 9월 23일 ~ 2017년 9월 24일 | 매주 일요일 저녁 7:10 ~ 8:10             | 60분      |
| KBS 1TV   | 2017년 9월 23일 ~ 2017년 9월 24일 | 매주 월요일 새벽 0:00 ~ 0:50             | 50분      |
| KBS 1TV   | 2017년 9월 30일 ~ 2017년 10월 2일 | 매주 토요일 새벽 0:55 ~ 1:45             | 50분      |
| KBS 1TV   | 2017년 9월 30일 ~ 2017년 10월 2일 | 매주 일요일 새벽 3:15 ~ 4:10             | 55분      |
| KBS 1TV   | 2017년 9월 30일 ~ 2017년 10월 2일 | 매주 월요일 새벽 3:05 ~ 3:55             | 50분      |
| KBS 1TV   | 2017년 10월 3일 ~ 2017년 10월 8일 | 매주 화요일 ~ 목요일 새벽 4:00 ~ 4:50    | 50분      |
| KBS 1TV   | 2017년 10월 3일 ~ 2017년 10월 8일 | 매주 금요일 ~ 일요일 아침 6:10 ~ 7:00    | 50분      |
| KBS 1TV   | 2017년 10월 3일 ~ 2017년 10월 8일 | 매주 토요일 ~ 일요일 새벽 5:10 ~ 6:00    | 55분      |
| KBS 1TV   | 2017년 10월 14일 ~ 2017년 10월 15일 | 매주 토요일 새벽 0:55 ~ 1:45             | 50분      |
| KBS 1TV   | 2017년 10월 14일 ~ 2017년 10월 15일 | 매주 토요일 새벽 2:35 ~ 3:30             | 55분      |
| KBS 1TV   | 2017년 10월 14일 ~ 2017년 10월 15일 | 매주 일요일 새벽 2:50 ~ 3:45             | 55분      |
| KBS 1TV   | 2017년 10월 21일 ~ 2017년 10월 22일 | 매주 토요일 새벽 0:50 ~ 1:40             | 50분      |
| KBS 1TV   | 2017년 10월 21일 ~ 2017년 10월 22일 | 매주 일요일 새벽 3:10 ~ 4:00             | 50분      |
| KBS 1TV   | 2017년 10월 21일 ~ 2017년 10월 22일 | 매주 일요일 새벽 2:50 ~ 3:45             | 55분      |
| KBS 1TV   | 2017년 10월 28일 ~ 2017년 10월 30일 | 매주 토요일 새벽 0:50 ~ 1:40             | 50분      |
| KBS 1TV   | 2017년 10월 28일 ~ 2017년 10월 30일 | 매주 일요일 새벽 2:30 ~ 3:20             | 50분      |
| KBS 1TV   | 2017년 10월 28일 ~ 2017년 10월 30일 | 매주 월요일 새벽 0:50 ~ 1:45             | 55분      |
| KBS 1TV   | 2017년 11월 4일 ~ 2017년 11월 6일 | 매주 토요일 새벽 0:55 ~ 1:45             | 50분      |
| KBS 1TV   | 2017년 11월 4일 ~ 2017년 11월 6일 | 매주 월요일 새벽 0:15 ~ 1:05             | 50분      |
| KBS 1TV   | 2017년 11월 11일 ~ 2017년 11월 12일 | 매주 토요일 새벽 0:55 ~ 1:45             | 50분      |
| KBS 1TV   | 2017년 11월 11일 ~ 2017년 11월 12일 | 매주 일요일 밤 11:55 ~ 12:45             | 50분      |
| KBS 1TV   | 2017년 11월 18일 ~ 2017년 11월 19일 | 매주 토요일 새벽 0:55 ~ 1:45             | 50분      |
| KBS 1TV   | 2017년 11월 18일 ~ 2017년 11월 19일 | 매주 일요일 새벽 3:05 ~ 3:55             | 50분      |
| KBS 1TV   | 2017년 11월 18일 ~ 2017년 11월 19일 | 매주 일요일 밤 11:55 ~ 월요일 새벽 0:50  | 55분      |
| KBS 1TV   | 2017년 11월 25일 ~ 2017년 11월 26일 | 매주 토요일 새벽 0:55 ~ 1:45             | 50분      |
| KBS 1TV   | 2017년 11월 25일 ~ 2017년 11월 26일 | 매주 일요일 새벽 3:15 ~ 4:05             | 50분      |
| KBS 1TV   | 2017년 11월 25일 ~ 2017년 11월 26일 | 매주 일요일 밤 10:15 ~ 11:05             | 55분      |
| KBS 1TV   | 2017년 12월 2일 ~ 2017년 12월 3일 | 매주 토요일 새벽 0:55 ~ 1:45             | 50분      |
| KBS 1TV   | 2017년 12월 2일 ~ 2017년 12월 3일 | 매주 일요일 밤 10:25 ~ 11:15             | 55분      |
| KBS 1TV   | 2017년 12월 9일 ~ 2017년 12월 10일 | 매주 토요일 새벽 1:10 ~ 2:00             | 50분      |
| KBS 1TV   | 2017년 12월 9일 ~ 2017년 12월 10일 | 매주 토요일 밤 11:55 ~ 12:45             | 50분      |
| KBS 1TV   | 2017년 12월 9일 ~ 2017년 12월 10일 | 매주 일요일 밤 9:20 ~ 11:00              | 100분     |
| KBS 1TV   | 2017년 12월 16일 ~ 2017년 12월 17일 | 매주 토요일 밤 11:55 ~ 일요일 새벽 0:45  | 50분      |
| KBS 1TV   | 2017년 12월 16일 ~ 2017년 12월 17일 | 매주 토요일 아침 6:10 ~ 7:00             | 50분      |
| KBS 1TV   | 2017년 12월 16일 ~ 2017년 12월 17일 | 매주 토요일 밤 10:15 ~ 11:10             | 55분      |
| KBS 1TV   | 2017년 12월 16일 ~ 2017년 12월 17일 | 매주 일요일 새벽 1:50 ~ 2:40             | 50분      |
| KBS 1TV   | 2017년 12월 16일 ~ 2017년 12월 17일 | 매주 일요일 밤 10:15 ~ 11:00             | 100분     |
| KBS 1TV   | 2017년 12월 23일 | 매주 토요일 새벽 1:05 ~ 1:55             | 50분      |
| KBS 1TV   | 2017년 12월 23일 | 매주 토요일 새벽 5:05 ~ 6:00             | 55분      |
| KBS 1TV   | 2017년 12월 23일 | 매주 토요일 밤 10:15 ~ 11:10             | 55분      |
| KBS 1TV   | 2017년 12월 30일 ~ 2018년 1월 1일 | 매주 토요일 새벽 1:05 ~ 1:55             | 50분      |
| KBS 1TV   | 2017년 12월 30일 ~ 2018년 1월 1일 | 매주 토요일 새벽 1:15 ~ 2:05             | 55분      |
| KBS 1TV   | 2017년 12월 30일 ~ 2018년 1월 1일 | 매주 토요일 새벽 5:05 ~ 6:00             | 55분      |
| KBS 1TV   | 2017년 12월 30일 ~ 2018년 1월 1일 | 매주 월요일 밤 12:40 ~ 3:00              | 140분     |
| KBS 1TV   | 2018년 1월 6일 ~ 2018년 1월 8일 | 매주 토요일 새벽 0:50 ~ 1:50             | 60분      |
| KBS 1TV   | 2018년 1월 6일 ~ 2018년 1월 8일 | 매주 토요일 새벽 5:10 ~ 6:00             | 50분      |
| KBS 1TV   | 2018년 1월 6일 ~ 2018년 1월 8일 | 매주 토요일 새벽 6:10 ~ 7:00             | 50분      |
| KBS 1TV   | 2018년 1월 6일 ~ 2018년 1월 8일 | 매주 월요일 새벽 0:05 ~ 0:55             | 50분      |
| KBS 1TV   | 2018년 1월 13일 ~ 14일 | 매주 토요일 새벽 0:05 ~ 1:05             | 60분      |
| KBS 1TV   | 2018년 1월 13일 ~ 14일 | 매주 토요일 밤 11:05 ~ 11:55             | 60분      |
| KBS 1TV   | 2018년 1월 13일 ~ 14일 | 매주 일요일 밤 11:55 ~ 월요일 새벽 12:45 | 60분      |
| KBS 1TV   | 2018년 1월 20일 ~ 2018년 1월 21일 | 매주 토요일 새벽 0:00 ~ 1:00             | 60분      |
| KBS 1TV   | 2018년 1월 20일 ~ 2018년 1월 21일 | 매주 토요일 새벽 3:50 ~ 4:40             | 50분      |
| KBS 1TV   | 2018년 1월 20일 ~ 2018년 1월 21일 | 매주 월요일 새벽 12:00 ~ 12:50           | 50분      |
| KBS 1TV   | 2018년 1월 26일 ~ 2018년 1월 28일 | 매주 금요일 밤 11:45 ~ 토요일 새벽 0:45  | 60분      |
| KBS 1TV   | 2018년 1월 26일 ~ 2018년 1월 28일 | 매주 일요일 밤 11:55 ~ 월요일 새벽 12:45 | 50분      |
| KBS 1TV   | 2018년 2월 3일 ~ 2018년 2월 4일 | 매주 토요일 새벽 0:05 ~ 0:55             | 60분      |
| KBS 1TV   | 2018년 2월 3일 ~ 2018년 2월 4일 | 매주 일요일 밤 11:55 ~ 월요일 새벽 0:45  | 50분      |
| KBS 1TV   | 2018년 2월 10일 | 매주 토요일 새벽 0:10 ~ 1:05             | 55분      |
| KBS 1TV   | 2018년 2월 25일 | 매주 일요일 새벽 1:45 ~ 2:35             | 50분      |
| KBS 1TV   | 2018년 3월 4일 ~ 5일 | 매주 일요일 새벽 2:55 ~ 3:50             | 50분      |
| KBS 1TV   | 2018년 3월 4일 ~ 5일 | 매주 월요일 새벽 12:10 ~ 1:05            | 50분      |
| KBS 1TV   | 2018년 3월 11일 | 매주 일요일 밤 11:10 ~ 월요일 새벽 0:05  | 50분      |
| KBS 1TV   | 2018년 3월 17, 31일 | 매주 토요일 새벽 1:20 ~ 2:10             | 50분      |
| KBS 1TV   | 2018년 3월 24일 2018년 4월 7일 ~ 14일 2018년 4월 28일 ~ 6월 16일 2018년 6월 30일 ~ 8월 11일 | 매주 토요일 새벽 1:30 ~ 2:20             | 50분      |
| KBS 1TV   | 2018년 4월 21일 | 매주 토요일 새벽 1:35 ~ 2:25             | 50분      |
| KBS 1TV   | 2018년 6월 23일 | 매주 토요일 새벽 2:00 ~ 2:50             | 50분      |
| KBS 1TV   | 2018년 8월 18일 | 매주 토요일 새벽 2:10 ~ 3:00             | 50분      |
| KBS 1TV   | 2018년 9월 8일 | 매주 토요일 밤 12:40 ~ 1:30              | 50분      |
| KBS 1TV   | 2018년 9월 12일 ~ 10월 17일 | 매주 수요일 새벽 1:10 ~ 2:00             | 50분      |
| KBS 1TV   | 2018년 10월 24일 | 매주 수요일 새벽 1:00 ~ 1:55             | 55분      |
| KBS 1TV   | 2018년 10월 31일 | 매주 수요일 새벽 0:50 ~ 1:55             | 65분      |
| KBS 1TV   | 2018년 11월 7일 | 매주 수요일 새벽 0:50 ~ 1:40             | 50분      |
| KBS 1TV   | 2018년 11월 14일 ~ 11월 28일 | 매주 수요일 새벽 0:50 ~ 1:45             | 55분      |
| KBS 1TV   | 2018년 12월 5일 2018년 12월 26일 2019년 1월 9일, 2월 6일 | 매주 수요일 새벽 12:45 ~ 1:40            | 55분      |
| KBS 1TV   | 2018년 12월 12일 2019년 4월 17일, 5월 15일, 11월 20일 2020년 3월 25일 , 6월 3일, 6월 24일 | 매주 수요일 밤 12:50 ~ 새벽 1:40         | 50분      |
| KBS 1TV   | 2018년 12월 19일 2019년 1월 23일 ~ 1월 30일 2019년 3월 13일 ~ 20일 2019년 4월 10일 2019년 5월 22일 ~ 29일 2019년 8월 7일 2019년 8월 21일 | 매주 수요일 새벽 0:40 ~ 새벽 1:30        | 50분      |
| KBS 1TV   | 2019년 1월 2일 | 매주 수요일 밤 12:30 ~ 새벽 1:20         | 50분      |
| KBS 1TV   | 2019년 1월 16일, 10월 9일 ~ 16일 | 매주 수요일 새벽 12:45 ~ 1:45            | 60분      |
| KBS 1TV   | 2019년 2월 20일, 4월 3, 24일, 6월 12일 ~ 19일, 8월 28일, 12월 4일 ~ 25일 2020년 1월 29일 ~ 2월 5일, 2월 19일 | 매주 수요일 밤 12:40 ~ 새벽 1:35         | 55분      |
| KBS 1TV   | 2019년 2월 27일 | 매주 수요일 새벽 0:45 ~ 1:30             | 45분      |
| KBS 1TV   | 2019년 3월 6일 | 매주 수요일 새벽 1:00 ~ 1:45             | 45분      |
| KBS 1TV   | 2019년 3월 27일, 7월 24일 | 매주 수요일 새벽 0:45 ~ 1:35             | 50분      |
| KBS 1TV   | 2019년 5월 1일, 7월 31일 2020년 1월 1일 ~ 2020년 1월 8일,3월 4일 ~ 11일, 6월 10일 | 매주 수요일 새벽 0:50 ~ 1:45             | 55분      |
| KBS 1TV   | 2019년 5월 8일 2019년 7월 10일 ~ 2019년 7월 17일 | 매주 수요일 새벽 0:40 ~ 새벽 1:20        | 40분      |
| KBS 1TV   | 2019년 6월 5일 | 매주 수요일 새벽 1:15 ~ 2:05             | 50분      |
| KBS 1TV   | 2019년 6월 26일 ~ 7월 2일, 8월 14일, 10월 23일 2020년 2월 12일 | 매주 수요일 새벽 0:40 ~ 1:40             | 60분      |
| KBS 1TV   | 2019년 9월 4일 | 매주 수요일 새벽 1:00 ~ 2:00             | 60분      |
| KBS 1TV   | 2019년 9월 11일,10월 2일 2020년 4월 15일 2021년 8월 4일 2022년 10월 12일 ~ 10월 19일, 11월 9일 ~ 16일 2022년 12월 7일 ~ 2023년 1월 4일 2023년 2월 8일, 2월 21일 ~ 4월 4일 | 매주 수요일 새벽 1:00 ~ 1:50             | 50분      |
| KBS 1TV   | 2019년 9월 18일 | 매주 수요일 새벽 1:05 ~ 2:00             | 55분      |
| KBS 1TV   | 2019년 9월 25일 2022년 2월 9일 ~ 16일, 11월 23일 2023년 4월 12일 | 매주 수요일 새벽 1:05 ~ 1:55             | 50분      |
| KBS 1TV   | 2019년 10월 30일 2020년 2월 26일, 4월 1일, 6월 17일 2021년 10월 6일 | 매주 수요일 새벽 0:50 ~ 새벽 1:50        | 60분      |
| KBS 1TV   | 2019년 11월 6일 | 매주 수요일 새벽 12:35 ~ 1:35            | 60분      |
| KBS 1TV   | 2019년 11월 13일 2020년 2월 12일, 3월 4일, 5월 27일 | 매주 수요일 밤 12:35 ~ 새벽 1:30         | 55분      |
| KBS 1TV   | 2020년 3월 18일, 4월 22일 | 매주 수요일 새벽 0:55 ~ 1:45             | 50분      |
| KBS 1TV   | 2020년 4월 8일 | 매주 수요일 새벽 2:05 ~ 3:00             | 55분      |
| KBS 1TV   | 2020년 5월 6, 20일 | 매주 수요일 새벽 0:55 ~ 1:50             | 55분      |
| KBS 1TV   | 2020년 5월 13일 | 매주 수요일 새벽 0:50 ~ 2:10             | 70분      |
| KBS 1TV   | 2020년 7월 1일 ~ 8일 2021년 8월 11일, 9월 15일, 10월 27일 | 매주 수요일 새벽 0:10 ~ 1:10             | 60분      |
| KBS 1TV   | 2020년 7월 15일 ~ 29일, 10월 14, 28일, 11월 25일 ~ 12월 2일 2021년 1월 6일, 20일, 2월 3일 ~ 17일, 3월 3일 ~ 24일, 4월 21일, 5월 19일, 6월 30일, 7월 14일, 8월 18일 ~ 25일, 9월 8일,10월 20일, 11월 3일, 12월 15일 2022년 3월 16일, 7월 6일 ~ 20일, 8월 17, 31일, 9월 14일               | 매주 수요일 새벽 0:10 ~ 새벽 1:05        | 55분      |
| KBS 1TV   | 2020년 8월 5일 | 매주 수요일 새벽 3:55 ~ 4:50             | 55분      |
| KBS 1TV   | 2020년 8월 12일 ~ 19일, 10월 7일, 10월 21일 ~ 11월 18일, 12월 30일 2021년 1월 13, 27일, 2월 24일, 3월 31일, 4월 28일 ~ 5월 12일, 6월 2일 ~ 23일, 9월 29일 ~ 10월 13일, 11월 10일 ~ 24일, 12월 8, 22일 2022년 1월 4일 ~ 25일, 4월 27일 ~ 5월 18일, 6월 8일 ~ 29일, 8월 24일, 9월 7, 28일 | 매주 수요일 새벽 0:10 ~ 1:00             | 50분      |
| KBS 1TV   | 2021년 4월 7일 | 매주 수요일 새벽 12:10 ~ 12:50           | 40분      |
| KBS 1TV   | 2021년 4월 14일,11월 3일, 12월 29일 2022년 7월 27일 ~ 2022년 8월 3일 | 매주 수요일 새벽 0:10 ~ 0:55             | 45분      |
| KBS 1TV   | 2021년 5월 26일 | 매주 수요일 새벽 12:10 ~ 새벽 1:15       | 65분      |
| KBS 1TV   | 2021년 7월 7일 | 매주 수요일 새벽 12:20 ~ 1:10            | 50분      |
| KBS 1TV   | 2021년 7월 21일 | 매주 수요일 새벽 0:00 ~ 12:50            |           |
| KBS 1TV   | 2021년 7월 28일 | 매주 수요일 새벽 1:50 ~ 2:45             | 55분      |
| KBS 1TV   | 2021년 9월 1일 | 매주 수요일 새벽 1:40 ~ 1:55             | 15분      |
| KBS 1TV   | 2021년 9월 22일 | 매주 수요일 새벽 12:25 ~ 새벽 1:15       | 50분      |
| KBS 1TV   | 2022년 2월 1일 | 매주 화요일 밤 11:30 ~ 수요일 새벽 0:20  | 50분      |
| KBS 1TV   | 2022년 6월 1일 | 매주 수요일 새벽 12:15 ~ 1:05            | 50분      |
| KBS 1TV   | 2022년 9월 21일 | 매주 수요일 새벽 1:00 ~ 1:30             | 30분      |
| KBS 1TV   | 2022년 10월 26일 ~ 2022년 11월 2일, 11월 30일 2023년 1월 11일 ~ 2월 1일, 2월 15일, 4월 19일 ~ 5월 24일 | 매주 수요일 새벽 1:00 ~ 1:55             | 55분      |
| KBS 1TV   | 2023년 5월 30일 | 매주 화요일 밤 12:15 ~ 새벽 1:10         | 55분      |
| KBS 1TV   | 2023년 6월 13일 ~ 2023년 7월 4일 2023년 7월 18일 2023년 8월 1일 2023년 8월 14일 ~ 29일 2023년 9월 12일 ~ 2023년 9월 19일 2024년 2월 13일 | 매주 화요일 새벽 12:15 ~ 1:05            | 50분      |
| KBS 1TV   | 2023년 7월 11일 2023년 10월 24일 ~ 2023년 12월 26일 | 매주 화요일 새벽 12:15 ~ 1:10            | 55분      |
| KBS 1TV   | 2023년 7월 25일 2023년 10월 17일 | 매주 화요일 새벽 12:40 ~ 1:30            | 50분      |
| KBS 1TV   | 2023년 8월 7일 | 매주 월요일 밤 11:35 ~ 화요일 새벽 0:15  | 40분      |
| KBS 1TV   | 2023년 9월 5일 | 매주 화요일 밤 12:20 ~ 새벽 1:10         | 50분      |
| KBS 1TV   | 2023년 9월 26일 | 매주 화요일 새벽 1:00 ~ 1:50             | 50분      |
| KBS 1TV   | 2023년 10월 3일 | 매주 화요일 새벽 12:00 ~ 12:50           | 50분      |
| KBS 1TV   | 2023년 10월 10일 2024년 1월 16일 2024년 1월 30일 | 매주 화요일 새벽 12:45 ~ 1:35            | 50분      |
| KBS 1TV   | 2024년 1월 2일 | 매주 화요일 새벽 12:10 ~ 1:05            | 55분      |
| KBS 1TV   | 2024년 1월 9일 2024년 2월 6일 | 매주 화요일 새벽 12:45 ~ 1:40            | 55분      |
| KBS 1TV   | 2024년 1월 23일 | 매주 화요일 새벽 12:55 ~ 1:45            | 50분      |
| KBS 1TV   | 2024년 3월 3일 | 매주 일요일 새벽 12:15 ~ 1:15            | 60분      |
| KBS 1TV   | 2024년 3월 17일 ~ 2024년 3월 24일 | 매주 일요일 새벽 12:15 ~ 1:10            | 55분      |
| KBS 1TV   | 2024년 3월 31일 | 매주 일요일 새벽 12:15 ~ 1:40            | 55분      |

## 같이 보기
- 다큐멘터리 텔레비전 프로그램

| KBS 1TV 일요일 프로그램 |                     |                   |
| 이전                    | KBS 걸작 다큐멘터리 | 다음              |
| KBS 뉴스 (2400)         | KBS 걸작 다큐멘터리 | KBS 스포츠 중계석 |
| 새벽 12시 15분          | 새벽 12시 25분      | 새벽 1시 15분     |
|                         |                     |                   |